# Josef Lhévinne

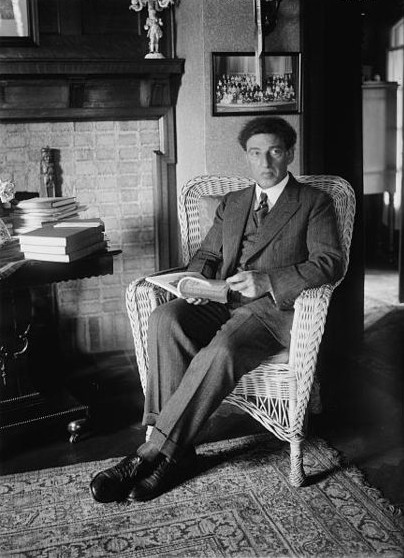
Josef Lhévinne (1923)

Josef Lhévinne (urspr. russisch Иосиф Аркадьевич Левин / Iossif Arkadewitsch Lewin; * 1.jul. / 13. Dezember 1874greg. in Orjol, Zentralrussland; † 2. Dezember 1944 in New York) war ein russisch-US-amerikanischer Pianist.

## Leben
Lhévinne, das neunte von elf Kindern einer Musikerfamilie, begann mit dem Klavierspiel bereits im Alter von 3 Jahren und galt als Wunderkind. Mit 11 Jahren konnte er am Moskauer Konservatorium bei Wassili Safonow studieren. Sein Debüt mit Beethovens 5. Klavierkonzert dirigierte Anton Rubinstein. 1892 graduierte er mit Goldmedaille; weitere Preisträger in diesem Jahr waren Rachmaninoff und Skrjabin. 1898 heiratete er Rosina Bessie (1880–1976), ebenfalls Pianistin und Absolventin des Moskauer Konservatoriums. Mit ihr spielte er später häufig im Duo.
Von 1899 bis 1901 war Lhévinne Professor am späteren Konservatorium Tiflis. 1902 debütierte er in Berlin. 1902–1906 lehrte er am Moskauer Konservatorium. 1906 gab er sein erfolgreiches Debüt in der Carnegie Hall, gefolgt von einer Tournee mit über 100 Konzerten. Als Lebensmittelpunkt wählten die Lhévinnes ab 1907 Berlin, das damals eines der wichtigsten Musikzentren der Welt galt. 
Bei Ausbruch des Ersten Weltkrieges wurde Lhévinne mit seiner Familie in ihrer Villa in Wannsee interniert. Eine für 1914 geplante Amerika-Tournee wurde abgesagt. Neben täglichen Meldepflichten wurde ihm auferlegt, nicht zu konzertieren, solange Deutschland und Russland im Krieg lagen. Dennoch wurde ihm 1915 erlaubt, in Wohltätigkeits- und Benefizkonzerten aufzutreten. Während des Krieges hielt Lhévinne sich und seine Familie in erster Linie durch Unterrichten über Wasser. 
Obwohl sich ihre Situation nach dem Ende des Ersten Weltkrieges schnell verbesserte, wanderten die Lhévinnes 1919 nach Amerika aus. 
1922 wurden Josef und Rosina Lhévinne Lehrer an der Juilliard School. Josef Lhévinne starb in New York 1944 an einem Herzinfarkt. Rosina überlebte ihn um mehr als 30 Jahre und starb 96-jährig 1976; ihre berühmtesten Schüler waren Van Cliburn und der Komponist John Williams.

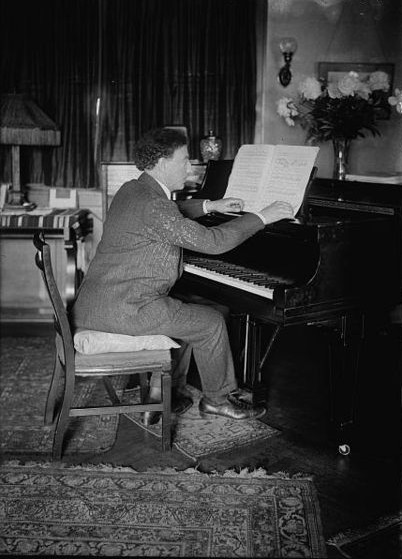
Josef Lhévinne am Flügel

Von Josef Lhévinne existieren nur sehr wenige Solo-Aufnahmen auf Schallplatte, da er seine Aufgabe mehr als Lehrer sah. Die vorhandenen zeigen jedoch einen außerordentlich kraftvollen Pianisten mit hervorragender Technik. Sein Stil ist relativ nüchtern, die Zeit der Manierismen des 19. Jahrhunderts war vorbei. Lhévinne ist einer der wenigen Pianisten, die mehrfach für das Reproduktionsklavier Welte-Mignon einspielten. Am 6. Oktober 1906 nahm er in Leipzig 10 Stücke auf, am 7. Juli 1911 in Freiburg 11 Stücke und 1914 erneut 7 Stücke im New Yorker Aufnahmestudio von Welte.
Sein Buch Basic Principles in Pianoforte Playing (1924) galt lange als Standardwerk über die Technik des Klavierspiels.

## Werke
- Basic Principles in Pianoforte Playing. Dover Publications, New York 1972, ISBN 0-486-22820-7 (Repr. d. Ausg. Philadelphia, Penn. 1924)